# Sauris plumipes
Sauris plumipes là một loài bướm đêm trong họ Geometridae.